# Europese diaspora
De Europese diaspora slaat terug op de wereldwijde gemeenschappen, die afstammen van de historische beweging van de Europeanen, voornamelijk naar Amerika, Afrika en Australazië en andere gebieden over de hele wereld.
Europese emigratie begon op grote schaal tijdens het Europese koloniale imperium tussen de 17e en 19e eeuw en gebeurt tot op heden. Dit betreft met name het Spaanse Rijk in de 16e en 17e eeuw (uitbreiding van de hispanofonie), het Britse Rijk in de 18e en 19e eeuw (uitbreiding van de anglofonie), het Portugese rijk en het keizerrijk Rusland in de 19e eeuw (uitbreiding naar Centraal-Azië en het Russische Verre Oosten).
Van 1815 tot 1932, verlieten 60 miljoen (met vele mensen die terugkeerden) Europa, voornamelijk naar de gebieden van Europese nederzettingen in Amerika (voornamelijk naar de Verenigde Staten, Canada, Argentinië en Brazilië), Australië, Nieuw-Zeeland en Siberië. Deze bevolking vermenigvuldigde zich snel in haar nieuwe habitat; sneller dan de bevolking in Afrika en Azië. Als gevolg daarvan, was aan de vooravond van de Eerste Wereldoorlog (1914), 38% van de totale wereldbevolking van Europese afkomst.
In Azië hebben de Europese afstammelingen (met name Russen) de overhand in Noord-Azië, wat onderdeel is van de Russische Federatie. Afrika heeft geen landen met Europese meerderheden, maar er zijn aanzienlijke minderheden in Zuid-Afrika en Namibië te vinden.
De landen die in Amerika – tussen 1871 en 1960 – een grote golf aan Europese immigranten kregen, waren: de Verenigde Staten (27 miljoen), Argentinië (6,5 miljoen), Brazilië (4,5 miljoen), Canada (4 miljoen), Venezuela (meer dan een miljoen), Cuba (610.000) en Uruguay (600.000). Chili, Peru en Mexico ontvingen ook een kleine golf aan Europese migranten.

## Begin van emigratie

### Oudheid
- Noord-Afrika
  - Vandalen
- Anatolië
  - Grieken
  - Galaten
- Egypte
  - Grieken in Egypte
- Hindoekoesj en Noord-India
  - Indo-Grieken

### Middeleeuwen
- Anatolië
  - Slavische volkeren
- Groenland
  - Groenlandse Vikingen
- Koninkrijk Jeruzalem
  - Franken

## Koloniaal tijdperk
De ontdekking van Amerika in 1492 zorgde voor een regelmatige stroom van vrijwillige migranten vanuit Europa. Circa 200.000 Spanjaarden huisvestten zich in hun Amerikaanse koloniën voor 1600. Een kleine nederzetting, vergeleken met de 3 tot 4 miljoen indianen die in de Spaanse koloniën woonden. De Europese toestroom bleef in Brazilië uit, met in de eerste twee eeuwen van de kolonisatie, nog maar 100.000 Portugezen. Echter, de ontwikkeling van de mijnbouweconomie in de 18e eeuw verhoogde de lonen en de werkgelegenheid in de Portugese kolonie, waardoor de emigratie groeide: alleen al in de 18e eeuw, zochten 600.000 Portugezen hun toetrek in Brazilië. Een enorme immigratie; vooral omdat Portugal maar 2 miljoen inwoners had. De immigratie in Noord-Amerika werd door de Britten, Ieren en andere Noord-Europeanen gedomineerd.

### Emigratie na de onafhankelijkheid
Massale Europese emigratie naar Amerika kwam pas op gang in de 19e en 20e eeuw. Na het einde van de napoleontische oorlogen tot 1920 emigreerden circa 60 miljoen Europeanen en 10 miljoen Aziaten. 71% van die emigranten kwamen naar Noord-Amerika, 21% naar Latijns-Amerika (met name Argentinië en Brazilië) en 7% naar Australië. Ongeveer 11 miljoen mensen vertrokken naar Latijns-Amerika, waaronder 38% Italianen, 28% Spanjaarden en 11% Portugezen.
Tussen 1821 en 1880 vestigden 9,5 miljoen Europeanen zich in de Verenigde Staten, voornamelijk Duitsers en Ieren. Andere emigratiegolven bestonden uit Britten en Scandinaviërs. Ondanks de grote aantallen aankomende immigranten, bestond maar een klein deel van de bevolking van de Verenigde Staten uit buitenlanders: in 1910 bestond de bevolking voor ongeveer 14,7% uit buitenlanders. De situatie in de Verenigde Staten was niet vergelijkbaar met die in Argentinië, daar bestond de bevolking in 1914 voor 30% uit buitenlanders en 12% van de bevolking was Italiaans. In Canada steeg het aantal buitenlanders van 14% in 1881 naar 22% in 1921.
In Brazilië lag het percentage immigranten veel lager en immigranten hadden de neiging zich in de centrale en zuidelijke delen van het land te vestigen. Het percentage buitenlanders daar piekte in 1920 met 7%, met name Italianen, Spanjaarden en Portugezen.

## Immigraties tijdens de negentiende en twintigste eeuw
| Bestemming       | Jaren     | Immigr.    | R.    |
| ---------------- | --------- | ---------- | ----- |
| Verenigde Staten | 1821–1932 | 32.244.000 | [ 2 ] |
| Argentinië       | 1856–1932 | 6.405.000  | [ 2 ] |
| Canada           | 1831–1932 | 5.206.000  | [ 2 ] |
| Brazilië         | 1821–1932 | 4.431.000  | [ 2 ] |
| Australië        | 1821–1932 | 2.913.000  | [ 2 ] |
| Cuba             | 1901–1931 | 857.000    | [ 2 ] |
| Zuid-Afrika      | 1881–1932 | 852.000    | [ 2 ] |
| Chili            | 1882–1932 | 726.000    | [ 2 ] |
| Uruguay          | 1836–1932 | 713.000    | [ 2 ] |
| Nieuw-Zeeland    | 1821–1932 | 59.000     | [ 2 ] |
| Mexico           | 1911–1931 | 226.000    | [ 2 ] |